# Xian de Mêdog
Le xian de Mêdog (tibétain : མེ་ཏོག་རྫོང་,, Wylie : Metog Rdzong ; 墨脱县 ; pinyin : Mòtuō Xiàn) est un district administratif de la région autonome du Tibet en Chine. Il est placé sous la juridiction de la préfecture de Nyingchi.

## Démographie
La population du district était de 9 868 habitants en 1999.
En 1999, 6 000 Lhoba sur les 9 000 de cette ethnie vivaient dans le xian.

### Personnalités
La chanteuse Yunggiema de la minorité monba est née 3 avril 1986 sur ce xian.

## Communications
C'est le seul district de Chine à ne disposer d'aucune liaison routière correcte avec le reste du pays, notamment en raison des nombreux séismes et glissements de terrain se produisant dans cette région. C'est ainsi que la route ouverte en 1994 au prix de difficultés considérables est devenue rapidement inutilisable. Certains transports sont effectués par hélicoptère, mais la plus grande partie de l'approvisionnement en matériaux et marchandises s'effectue à dos d'homme par des sentiers étroits et dangereux, ce qui peut prendre plusieurs jours. La réalisation d'une route aux normes modernes est en projet dans le cadre du onzième plan quinquennal 2006-2010,.

## Ressources naturelles
Le district de Mêdog est parcouru par le Yarlung Zangbo qui, dans sa traversée de l'extrémité orientale de l'Himalaya, y a creusé un grand canyon en forme de boucle autour du mont Namcha Barwa (altitude 7 780 mètres), avant de rejoindre l'Inde où il prend le nom de Brahmapoutre.
Le Rhacophorus translineatus se rencontre dans le Xian de Mêdog et dans l'État d'Arunachal Pradesh en Inde. Elle est présente entre 1 200 et 1 500 m d'altitude.

## Économie
À partir de 2029, il est prévu de construire le barrage de Medog, associé à une centrale hydroélectrique. Dans ce cadre, il est envisagé la construction de quatre tunnels de dérivation de 20 kilomètres de long à travers la montagne Namcha Barwa, ils détourneront le cours du Yarlung Tsangpo. L’eau déviée dans ces tunnels actionnera les turbines reliées à des générateurs avant de retourner dans le cours du fleuve. La production électrique de 60 gigawatts doit être trois fois supèrieure à celle du barrage des Trois-Gorges, actuellement le plus grand barrage au monde,.